# Aloe capitata
Aloe capitata ist eine Pflanzenart der Gattung der Aloen in der Unterfamilie der Affodillgewächse (Asphodeloideae). Das Artepitheton capitate stammt aus dem Lateinischen, bedeutet ‚mit einem Kopf versehen‘ und verweist auf den kopfigen Blütenstand.

## Beschreibung

### Vegetative Merkmale
Aloe capitata wächst meist einzeln und stammlos oder im Schatten mit einem Stamm von bis zu 60 Zentimeter Länge. Die 20 bis 30 dreieckig spitz zulaufenden Laubblätter bilden dichte Rosetten. Die Blattspitze ist etwas verdreht, stumpf und kurz gezähnt. Die grüne, rötlich überhauchte Blattspreite ist 50 Zentimeter lang und 6 Zentimeter breit. Die stechenden, rötlichen Zähne am bräunlich rotem, knorpeligen Blattrand sind 2 Millimeter lang und stehen 8 bis 12 Millimeter voneinander entfernt. Der Blattsaft ist trocken gelb.

### Blütenstände und Blüten
Der Blütenstand besteht aus drei bis vier Zweigen und erreicht eine Länge von etwa 80 Zentimeter. Die dicht kopfigen Trauben sind 3 bis 4 Zentimeter lang und 9 bis 10 Zentimeter breit. Die eiförmig-spitzen Brakteen weisen eine Länge von 6 Millimeter auf und sind 4 Millimeter breit. Die untersten Blütenstiele sind 10 Millimeter lang, weiter oben erreichen sie eine Länge von 25 bis 30 Millimeter. Die schmal glockenförmigen, orangegelben Blüten sind 25 bis 30 Millimeter lang und an ihrer Basis gerundet. Auf Höhe des Fruchtknotens weisen sie einen Durchmesser von 6 Millimeter auf. Darüber sind die Blüten zur Mündung hin auf 10 Millimeter erweitert. Ihre äußeren Perigonblätter sind nicht miteinander verwachsen, haften aber auf einer Länge von 24 bis 25 Millimeter zusammen. Die Staubfäden und der Griffel ragen 10 Millimeter aus der Blüte heraus.

### Genetik
Die Chromosomenzahl beträgt {\displaystyle 2n=14}.

## Systematik und Verbreitung
Aloe capitata ist auf Madagaskar verbreitet.
Die Erstbeschreibung durch John Gilbert Baker wurde 1883 veröffentlicht. Es werden folgende Varietäten unterschieden:
- Aloe capitata var. capitata
- Aloe capitata var. angavoana J.-P.Castillon
- Aloe capitata var. cipolinicola H.Perrier
- Aloe capitata var. gneissicola H.Perrier
- Aloe capitata var. quartziticola H.Perrier
- Aloe capitata var. silvicola H.Perrier

Aloe capitata var. capitata

Ein Synonym von Aloe capitata var. capitata ist Aloe cernua Tod. (1890).
Aloe capitata var. angavoana

Die Erstbeschreibung der Varietät erfolgte durch Jean-Philippe Castillon und wurde 2010 veröffentlicht.
Aloe capitata var. cipolinicola

Die Unterschiede zu Aloe capitata var. capitata sind: Die Varietät wächst einzeln und stammbildend mit einem 2 bis 3 Meter langen Stamm. Die 60 bis 100 Laubblätter bilden dichte Rosetten. An der spitzen Blattspitze befinden sich zwei bis drei kleine Zähnchen. Die glänzend grüne, gelegentlich rötlich überhauchte Blattspreite ist 60 Zentimeter lang und 5 bis 6,5 Zentimeter breit. Die Randzähne sind 3 bis 4 Millimeter lang. Der Blütenstand wird etwa 1 Meter lang und besteht aus sechs bis zehn Zweigen. Die unterste Blütenstiele fehlen fast.
Die Erstbeschreibung der Varietät durch Henri Perrier de La Bâthie wurde 1926 veröffentlicht. Ein nomenklatorisches Synonym ist Aloe cipolinicola (H.Perrier) J.-B.Castillon & J.-P.Castillon (2010).
Aloe capitata var. gneissicola

Die Unterschiede zu Aloe capitata var. capitata sind: Die Varietät besitzt etwa 20 lanzettliche, an der Spitze gerundeten und dort drei bis fünf Zähnchen tragende Laubblätter. Die graugrüne bis glauke Blattspreite ist 40 bis 50 Zentimeter lang und 3,5 bis 4 Zentimeter breit. Die Blütentrauben bestehen aus weniger Einzelblüten, die 35 Millimeter lang sind. Die zerbrechlichen Brakteen weisen eine Länge von 10 Millimeter auf und sind 5 Millimeter breit. Der unterste Blütenstiel ist 5 Millimeter, der oberste 35 Millimeter lang.
Die Erstbeschreibung der Varietät erfolgte ebenfalls durch Henri Perrier de La Bâthie und wurde 1926 veröffentlicht. Ein nomenklatorisches Synonym ist Aloe gneissicola (H.Perrier) J.-B.Castillon & J.-P.Castillon (2010).
Aloe capitata var. quartziticola

Die Unterschiede zu Aloe capitata var. capitata sind: Die Laubblätter sind dick und fleischig. Die glauke bis bläulich grüne Blattspreite ist 30 bis 40 Zentimeter lang und 9 bis 12 Zentimeter breit. Die 3 bis 4 Millimeter langen Randzähne stehen 10 bis 20 Millimeter voneinander entfernt. Der Blütenstand erreicht eine Länge von 1 Meter. Die ziemlich dichten, 10 bis 12 Zentimeter langen Blütentrauben bestehen aus mehr Einzelblüten. Die schmal-deltoiden Brakteen sind 7 bis 10 Millimeter lang und 3 bis 4 Millimeter breit. Die untersten Blütenstiele sind 15 bis 20 Millimeter, die obersten 40 bis 50 Millimeter lang.
Die Erstbeschreibung der Varietät erfolgte ebenfalls durch Henri Perrier de La Bâthie und wurde 1926 veröffentlicht.
Aloe capitata var. silvicola

Die Unterschiede zu Aloe capitata var. capitata sind: Die Varietät wächst mit einem kurzen Stamm, auf Baumstämmen oder Felsen liegend. Die Blattspreite ist 50 bis 60 Zentimeter lang und 3 bis 4 Zentimeter breit. Die Zähne am Blattrand sind sehr klein und fehlen gelegentlich. Die zu den Spitzen hin gerundeten Brakteen sind 7 Millimeter lang und 6 Millimeter breit. Die Blüten weisen eine Länge von 20 Millimeter auf. Die untersten Blütenstiele sind 8 Millimeter, die obersten bis zu 40 Millimeter lang.
Die Erstbeschreibung der Varietät erfolgte ebenfalls durch Henri Perrier de La Bâthie und wurde 1926 veröffentlicht.

## Nachweise